# René-Laurent Vuillermoz
René-Laurent Vuillermoz (* 26. Oktober 1977 in Aosta) ist ein ehemaliger italienischer Biathlet.
Vuillermoz ist Sportsoldat und lebt in Petit Cré. Er startet für Centro Sportivo esercito und wird von Paolo Riva trainiert. Im Biathlon-Weltcup debütierte er 2002 bei einem Sprint (84.) in Oberhof. In der folgenden Saison, noch im selben Jahr, erreichte er in Östersund mit einem 11. Rang eine erste nennenswerte Platzierung. Seine besten Platzierungen waren dritte Plätze 2005 in Ruhpolding und 2007 in Oberhof.
2002 wurde er bei den Olympischen Spielen im Einzel eingesetzt (72.). Bei seinen „Olympischen Heimspielen“ 2006 wurde er in allen fünf Rennen eingesetzt und erreichte mit einem 13. Platz in der Verfolgung und einen achten Rang mit der Staffel seine besten Platzierungen. Seit 2003 wurde er – wenn auch nicht in allen Rennen und ohne nennenswerte Erfolge – bei allen Weltmeisterschaften eingesetzt. Am erfolgreichsten verliefen bislang die Biathlon-Weltmeisterschaften 2007 in Antholz im heimischen Italien. Vuillermoz wurde Neunter im Sprint und mit einer überraschend starken Staffel Vierter. Nach zwei guten Jahren verlief die Saison 2007/08 weniger erfolgreich.
Rene Vuillermoz gewann bei den Italienischen Meisterschaften 2009 den Titel im Massenstart und wurde Vizemeister mit der Staffel. Er nahm an den Olympischen Winterspielen 2010 teil. Sein bestes Resultat war der 54. Platz im Einzel. Beim Heim-Weltcup 2011 in Antholz in Südtirol erreichte Rene Laurent Vuillermoz gemeinsam mit Lukas Hofer, Christian De Lorenzi und Markus Windisch in der Staffel den 2. Platz und damit erstmals mit einer italienischen Männerstaffel das Siegerpodest.

## Biathlon-Weltcup-Platzierungen
Die Tabelle zeigt alle Platzierungen (je nach Austragungsjahr einschließlich Olympische Spiele und Weltmeisterschaften).
- 1.–3. Platz: Anzahl der Podiumsplatzierungen
- Top 10: Anzahl der Platzierungen unter den ersten zehn (einschließlich Podium)
- Punkteränge: Anzahl der Platzierungen innerhalb der Punkteränge (einschließlich Podium und Top 10)
- Starts: Anzahl gelaufener Rennen in der jeweiligen Disziplin
- Staffel: inklusive Mixed- und Single-Mixed-Staffeln

| Platzierung            | Einzel | Sprint | Verfolgung | Massenstart | Staffel | Gesamt |
| ---------------------- | ------ | ------ | ---------- | ----------- | ------- | ------ |
| 1. Platz               |        |        |            |             |         |        |
| 2. Platz               |        |        |            |             | 2       | 2      |
| 3. Platz               |        | 2      |            |             | 1       | 3      |
| Top 10                 | 1      | 3      | 2          | 1           | 28      | 35     |
| Punkteränge            | 6      | 19     | 14         | 10          | 44      | 93     |
| Starts                 | 28     | 77     | 47         | 10          | 44      | 206    |
| Stand: 23. Januar 2011 |        |        |            |             |         |        |

## Weblink
- René-Laurent Vuillermoz in der Datenbank der IBU (englisch)

| Personendaten    | Personendaten            |
| ---------------- | ------------------------ |
| NAME             | Vuillermoz, René-Laurent |
| KURZBESCHREIBUNG | italienischer Biathlet   |
| GEBURTSDATUM     | 26. Oktober 1977         |
| GEBURTSORT       | Aosta                    |